# Conquista (Córdoba)
Conquista es un municipio y localidad española de la provincia de Córdoba, en la comunidad autónoma de Andalucía. El término municipal, ubicado en la comarca de Los Pedroches, tiene una población de 373 habitantes (INE 2024).

## Toponimia
El topónimo de la actual población aparece documentado por primera vez en 1581. El término deriva del latín conquisitum, participio pasivo del verbo conquirere, que procede a su vez de conquisitum, «ganado».
Tradicionalmente, se ha vinculado el origen del topónimo a la conquista del lugar, habitado por bandoleros.

## Geografía física

### Localización
Su término municipal se encuentra situado al noreste de la provincia, dentro de la comarca de Los Pedroches. En el año 2022 contaba con una población de 380 habitantes. El término municipal tiene una superficie de 38,55 km², y su densidad de población es de 9,86 hab./km².
La población de Conquista se sitúa en el centro aproximado de su término municipal. Se encuentra a 37 km de Pozoblanco, 88 km de Puertollano, 104 km de Córdoba, 131 km de Ciudad Real y 134 km de Jaén.
| Noroeste: Torrecampo           | Norte: Almodóvar del Campo | Noreste: Brazatortas |
| Oeste: Torrecampo              |                            | Este: Brazatortas    |
| Suroeste Villanueva de Córdoba | Sur: Villanueva de Córdoba | Sureste: Cardeña     |

Su término municipal linda con los municipios de Almodóvar del Campo, por el norte y Brazatortas, por el este, ambos pertenecientes a la provincia de Ciudad Real. Además, limita con Torrecampo, por el oeste; Villanueva de Córdoba, por el sur, y Cardeña, por el sureste, todos pertenecientes a la provincia de Córdoba.

### Hidrografía
El arroyo Grande es el principal curso de agua del término municipal. Nace en municipio de Villanueva de Córdoba y atraviesa el territorio de sur a norte, para desembocar en el río Guadalmez en el paraje de Navagrande. Entre sus afluentes se encuentran el arroyo del Minguillo, el arroyo de la Higueruela y el arroyo de los Tinajones. La red hidrográfica municipal es de régimen pluvial, siendo notoria su irregularidad de caudal, con aguas altas en los meses de invierno y cauces secos durante la temporada estival.

### Clima
Conquista posee un clima mediterráneo típico. Los veranos son cálidos, secos y mayormente despejados (hasta 37 °C) y los inviernos bastante fríos (hasta -3 °C). La temperatura media anual se sitúa entre los 15 y los 17 °C. Los registros indican una pluviosidad próxima a los 500 mm anuales.

## Historia
Los orígenes de Conquista están estrechamente relacionados con los caminos que históricamente unían Córdoba con Madrid. En la Baja Edad Media, aparecen en la zona ventas con objeto de atender a los viajeros que transitaban dichas sendas.
Su fundación se sitúa en el último tercio del siglo XVI. Fue aldea de Pedroche hasta, al menos, 1611, cuando aparece citada como villa en los archivos parroquiales. Sin embargo, hasta el siglo XIX no tuvo término municipal propio, integrándose dentro de las Siete Villas de los Pedroches.
La economía a principios del siglo XIX está basada en la agricultura y la ganadería. Los pobladores se dedican al cultivo del trigo, la cebada y el centeno y a la crianza de ganado porcino y lanar, principalmente.
A mediados del siglo XIX, el lugar tenía contabilizada una población de 332 habitantes. La localidad aparece descrita en el sexto volumen del Diccionario geográfico-estadístico-histórico de España y sus posesiones de Ultramar de Pascual Madoz de la siguiente manera:

CONQUISTA: v. con ayunt. en la prov. y dioc. de Córdoba (36 leg.), part. jud. de Pozoblanco (6), aud. terr. y c. g. de Sevilla (30): sit. en un valle contiguo al arroyo llamado Pedro Fernandez, que á dist. de 1/2 leg. entra en el riach. Guadalmez, que por la parte de la v. que se descrive divide la Mancha de la Andalucía; el clima es bastante frio, en razon á que el viento N. es el que mas reina, y las fiebres intermitentes las enfermedades que ordinariamente se padecen. Se compone de 63 casas con la del pósito que sirve para las reuniones ó sesiones del ayunt., y tambien de cárcel; hay igl. parr. con la advocacion de Sta. Ana. Confina el térm. con los de Villanueva de Córdoba, Torrecampo y Pedroche. El terreno es salitroso y de inferior calidad, cercado de montes poco poblados. caminos: los de pueblo á pueblo. correos: se reciben de Pozoblanco, por balijero, los domingos y jueves, y se despachan los sábados y miércoles. prod.: trigo, cebada y centeno; ganado vacuno, de cerda, cabrio y lanar, siendo este último el mas preferido; caza de perdices, conejos, liebres, ciervos, corzos y jabalíes. ind.: la agrícola y 2 molinos harineros. comercio: el de granos y ganado que cria el pais. pobl.: 83 vec., 332 alm. cap. prod. é imp.: (V. el art. de part.) contr.: 5,029 rs. El presupuesto municipal asciende á 2,710 rs. y se cubre con los fondos de propios y el déficit por medio de reparto vecinal; el secretario de ayunt. está dotado con 800 rs.
(Madoz, 1847, p. 567)

El apogeo de la villa se produce entre las últimas décadas del siglo XIX y las primeras del siglo XX, gracias a la explotación de yacimientos mineros cercanos y a la llegada del ferrocarril.
El 3 de julio de 1907 se inauguró el tramo Pozoblanco-Conquista, perteneciente al ferrocarril de vía estrecha de Peñarroya a Puertollano. Un año más tarde, la Nueva Sociedad de Minas del Horcajo, construyó una línea, de 600 mm de ancho de vía y 22 km de longitud, para unir sus explotaciones con la estación de Conquista. El trazado de este pequeño ferrocarril fue aprovechado por la Sociedad Minero Metalúrgica de Peñarroya (SMMP) para continuar el ferrocarril métrico procedente de Pozoblanco hasta Puertollano. El 3 de diciembre de 1927 quedó abierto al tráfico este tramo de 55 km desde Conquista hasta la ciudad manchega.
En 1936, tras el estallido de la Guerra Civil, Conquista quedó en territorio republicano, en el que permaneció durante casi toda la contienda. De hecho, fue el último pueblo de la provincia en ser tomado por las tropas sublevadas, el 28 de marzo de 1939, tres días antes del fin del conflicto.
La posguerra, unida al ocaso de industria minera en la zona, supuso el declive de la localidad. El 31 de enero de 1956, la SMMP renunció a la operación del ferrocarril, por lo que la línea fue transferida a Explotación de Ferrocarriles por el Estado (EFE), convertida en 1965 en FEVE. Los intentos de esta institución para modernizar la línea fueron en vano. El 1 de agosto de 1970 se cerró oficialmente el ferrocarril.
Desde los años sesenta, la localidad acusa un importante aumento de la emigración, con lo que su población se está reduciendo vertiginosamente. Actualmente, la principal actividad económica es la ganadería, especialmente la bovina, porcina y ovina, cuyos productos suelen derivarse hacia los polos industriales de Villanueva de Córdoba y Pozoblanco. El papel de los sectores secundario y terciario es menor.

## Administración y política
| Periodo   | Nombre                         | Partido |
| --------- | ------------------------------ | ------- |
| 1979-1983 | José Redondo Valverde          | UCD     |
| 1983-1987 | José Redondo Valverde          | UCD     |
| 1987-1991 | Sebastián Cortés Gutiérrez     | PSOE    |
| 1991-1995 | Sebastián Cortés Gutiérrez     | PSOE    |
| 1995-1999 | Sebastián Cortés Gutiérrez     | PSOE    |
| 1999-2003 | Ana Crespo Sánchez             | PSOE    |
| 2003-2007 | Diego Luis Buenestado Malfeito | PP      |
| 2007-2011 | Martiniano Castillo Felipe     | PSOE    |
| 2011-2015 | Francisco Buenestado Santiago  | PSOE    |
| 2015-2019 | Francisco Buenestado Santiago  | PSOE    |
| 2019-2023 | Francisco Buenestado Santiago  | PSOE    |
| 2023-act. | Enrique Guillena Chico         | PSOE    |

## Demografía
Conquista cuenta con una población de 373 habitantes (INE 2024).
| Gráfica de evolución demográfica de Conquista entre 1842 y 2021                                                     |
| |
| Población de derecho según los censos de población del INE Población de hecho según los censos de población del INE |

## Símbolos

Escudo de Conquista

### Escudo
Escudo cortado, medio partido. Primero de azul, la casa de plata. Segundo de plata los dos lobos de sable, pasantes, puestos en palo y cebados de un cordero; la bordura de oro cargada de ocho aspas de San Andrés, de oro; Tercero de plata, tres fajas con órdenes de jaqueles de oro y gules, separados cada uno por una raya de sable. Al timbre corona real española cerrada.

El primer cuartel simboliza la presencia de una posada, remontándose a los orígenes del pueblo; el segundo y tercero, armas de la familia señorial, López de Haro y Méndez de Sotomayor.
Fue adoptado el 18 de noviembre de 1985.

## Cultura

### Patrimonio
- Parroquia de Santa Ana, reconstruida en 1960 tras los destrozos sufridos durante la Guerra Civil, durante la que se perdió también gran parte de su patrimonio. El edificio original se levantó coincidiendo con la fundación de la localidad en el siglo XVI. Se trata de una sencilla construcción de tres naves separadas por arquerías de medio punto. En el interior, destaca un retablo de madera tallada y dorada procedente de la iglesia cordobesa de san Basilio, de la primera mitad del siglo XVIII.
- Ermita de San Gregorio, de moderna construcción, alberga la imagen del patrón. Está situada a 5 km del núcleo urbano de Conquista.
- Arquitectura tradicional fechada en el siglo XVI, destacando la Casa de Postas y la Casa del Torrico, que conservan portadas adinteladas de granito.
- Plaza de toros.
- Antigua estación de ferrocarril, perteneciente a la línea Peñarroya a Puertollano y Fuente del Arco. Edificio con un cuerpo central de dos plantas con dos vanos en cada una y techo a dos aguas. Los dos cuerpos laterales también poseen sendos accesos y tejado a dos aguas. Toda la construcción presenta los característicos colores rojo y blanco, similares al resto de edificios de la línea.
- Tumbas mozárabes, excavadas sobre la roca de granito, actualmente se han encontrado más de un centenar en todo el valle, de las que trece se encuentran dentro del término de Conquista.
- Antiguas minas de bismuto.

### Fiestas
- La Candelaria (finales de enero o principios de febrero). Se realiza una hoguera en la Plaza Mayor del pueblo.
- Semana Santa. El Viernes Santo es la procesión de Cristo y Nuestra Señora la Dolorosa, que salen desde la Parroquia de Santa Ana.
- Fiestas en honor a San Gregorio, patrón de la localidad. Se celebran el primer fin de semana de mayo, cuando se recoge la taya del santo de la ermita y se porta a hombros hasta la localidad. Tras celebrar cultos y festejos, se lleva de nuevo la imagen a su ermita en romería.
- Feria y fiestas de Santa Ana. Celebradas durante cinco días en torno al de su festividad (26 de julio). Este día, tras la función religiosa y la procesión, el Ayuntamiento ofrece un vino a los asistentes e invitados.
- Fiesta del emigrante (15 de agosto), en la cual se organizan diferentes actos deportivos y culturales.

## Personas notables
- Juan Murillo-Rico Algaba (1876-1968). Nacido en Malpartida de la Serena (provincia de Badajoz), pero ligado a la localidad de Conquista. Sacerdote.
- Máximo Muñoz López (1908-1974). Empresario, político e ingeniero.
- Juan Pablo Gutiérrez García (1944). Maestro, cronista oficial de Conquista.